# 札幌エスタ
札幌エスタ（さっぽろエスタ、Sapporo Esta） は、北海道札幌市中央区北5条西2丁目で営業していた複合商業施設である。名称はスペイン語のエスタシオン（駅、季節の意）に由来し、四季を通じて人々の集う楽しい広場を目指す願いを込めたものとした。

## 概要
「JRタワースクエア」を構成する施設の一つで、地下1階では「札幌ステラプレイス」や「アピア」と接続し、2階・7階では、連絡通路によっても「札幌ステラプレイス」（札幌ステラプレイスの地上2階と6階に接続）とつながっていた。JR北海道札幌駅や札幌市営地下鉄さっぽろ駅に直結し、地上1階部分には「札幌駅バスターミナル」が併設され、交通結節点としても機能していた。
開業時には、札幌そごうを核店舗に飲食店21店を含む63店が出店。札幌そごうは、1990年度に売上500億円を突破するが、バブル崩壊とともに売上は低迷。2000年7月、グループ各社とともに民事再生法の適用を申請し、再建を模索するが、結局断念し、12月25日に閉店した。
札幌そごうの閉店は、年間賃料収入約16億円を得ていたJR北海道の関連会社である札幌ターミナルビル（現・札幌駅総合開発）にとっても大きな痛手で、後継テナント探しも難航するとの見方が強かったが、2001年7月26日、地上1階〜6階に核テナントとして「ビックカメラ札幌店」開店。以降、その他のフロアにも専門店等が順次開店した。
館内には食料品店や飲食店、ファッションや雑貨などの専門店、ゲームセンター、フードテーマパーク、多目的ホール、屋上庭園などがあった。地域経済情報サイトの『リアルエコノミー』は、「市民・道民・ショップスタッフ・関係者一同が一体となって作り上げた、無数の芸術作品といえるような風格を漂わせていた」と評している。

## 沿革

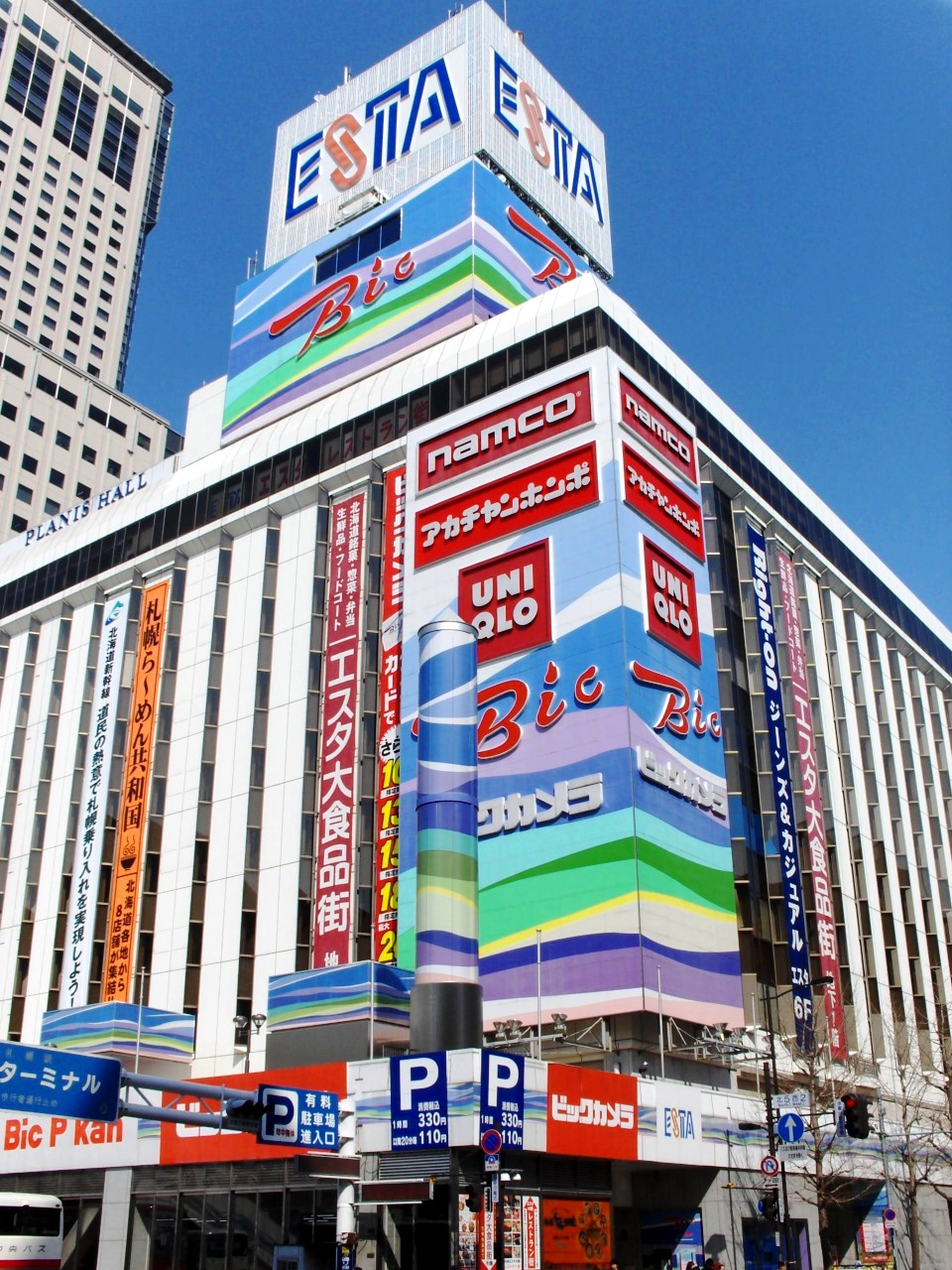
エスタの旧外装（2007年3月）

1962年に北海道旅館環境衛生同業組合温泉部会の事務局長が、札幌駅東側の国鉄バスターミナル用地を再開発する形でのトラベルセンター計画を発案し、国鉄札幌鉄道局の営業部長に提案した。この提案を発展させる形で、1963年頃から札幌商工会議所が札幌駅東側での商業施設やバスターミナルなどをあわせた観光産業施設の建設を要請。初期には6000平米の敷地に地下1階・地上9階建て、1階にバスターミナルや2階に旅行センターや案内所や土産店を備えた「トラベルセンター」、3～6階にデパート、7～9階にホテルやオフィスを配置する案が挙がっていた。一方、駅北口側では伊藤組・丸井今井など地元財界や鉄道弘済会などの出資による地下2階・地上8階建て、1・2階を駅施設・3～5階をデパートや物産館・6～8階にホテルを備える「北口ステーションビル」計画、地元選出の地崎宇三郎代議士が「25階か28階建ての大きいビルにして使い道を増やしたい」といった案を提唱していた。
これらを踏まえ、1966年の札幌五輪開催決定をきっかけに具体的な検討に入り、1971年の日本国有鉄道法の改正で駅と一体化した商業施設への国鉄の出資が認められたことから、北海道総局内に事業チームが編成され、「札幌交通センタービル」構想としてホテルやバスターミナルを併設した25階建て商業ビルの建設を計画。1972年には本社幹部も配属された。
計画が具体化すると札幌駅地下名店街など既存商店街からの反発もあったが、1971年7月には札幌駅地下の札幌ステーションデパート協同組合と建設協定が結ばれるなど好転していき、その後供給過剰を危惧してホテル併設案を断念。バスターミナル・駐車場併設の商業ビルとしての開発を決定、オイルショックによる国鉄からの設備投資保留を経て、1975年に国鉄50%・札幌市10%・ほか鉄道弘済会や大手銀行らの出資で運営会社「札幌ターミナルビル株式会社」を設立、1976年に建設大臣・運輸大臣・国鉄総裁承認や売り場面積・バスターミナルの承認を受け、8月2日に起工し、1978年8月28日に竣工した。

### 札幌そごう開店
竣工した札幌ターミナルビルは、地下3階地上10階建て。百貨店、専門店、食堂街、バスターミナルや立体駐車場などを建物内に抱合したショッピングビルで、ビル愛称の「エスタ」（Esta）は、一般から公募した多数の中から選定された名称である。
核店舗として入った「札幌そごう」は、現地法人方式をとってそごうグループ8番目の店舗としてオープン。直営売場22,000㎡、テナント部分5,999㎡の計27,999㎡という、丸井今井（29,800㎡）、東急百貨店札幌店（28,280㎡）に次ぐ第3位規模で進出を果たし、初日の9月1日は、入店客数が30万人を突破、売上も1日だけで5億円を突破し、午後から一部入場を制限するほどの開店人気だった。オープン時のキャッチフレーズは「でっかい、そごう」。
開店時の店内通路3m幅は、札幌市内のデパートとしては初めて。また、3、4階の吹き抜けのシンボルゾーン、各階のコミュニティゾーンは、当時の市内百貨店にない空間とくつろぎを演出し話題となった。加えて、開店当初から札幌市をはじめ近郊市町村を無料配送地域に設定して、当時の市内百貨店にはない新サービスを打ち出した。オープン翌年の年頭は、当時の市内百貨店が1月4日からの営業だったのを、1月3日から新年の営業を始めるなど、デパート業界の常識、習慣を破る新機軸をスタートさせた。
そごうはリニューアルはあまりせず、フルラインの店作りをあまりかえない社風であったが、札幌そごうの場合は、1991年に「エスタ」と「パセオ」の間を結ぶ東地下連絡通路が開通するのに併せて、開店後初めてのリニューアルを行った。この年の3月には、生鮮3品を扱うスーパー形式の「新鮮市場」（500㎡）を開設。8月には、全店フロア見直しの中から、婦人ファッション部門の強化を図った。1998年度は開店20周年を迎えることから、21世紀を目指した総合リニューアルを8月5日付けで断行。このリニューアルは、"もっと便利に、もっと楽しく、もっといい品を"をキャッチフレーズに、過去最大のスケールになり、エスカレーターを増設し、食品関係から化粧品、婦人服、婦人靴・ハンドバック、紳士服まで41もの新ブランドを導入。同時に、「そごうポイントカード」の発行を開始している。
道内における拠点として釧路、旭川、帯広、函館には外商サロンを開設。海を隔てた青森には外商事務所を置いた。
売上は1990年度に500億円を突破。売上高は毎年106から108の伸びを堅持し、開店6年目の1984年度は期間黒字に、翌1985年度には経常の段階で黒字化を達成して、それ以降も財務内容は、わずかながら好転していた。しかし、1991年以降、バブル崩壊とともに、消費不況の直撃を受けて、売上は低迷。特に1997年4月の消費税アップや医療費の値上げに加えて、道内の場合は、拓銀の破たんに伴う雇用不安や消費不況が広がって、小売業全体として苦戦が続いた。

### 札幌そごう閉店後
2000年7月、札幌そごうはグループ各社とともに民事再生法の適用を申請し、法律手続き下での再建を模索した。しかし、そごうグループがこれまでの経営内容と今後の見通しを検討した結果、ほかの系列8社とともに「安定的利益の確保が難しく、累積損失の増加で2次破たんを起こさないためにも、営業継続は不可能」と判断され、12月25日で閉店、エスタの20世紀は幕を閉じた。以後、半年間は地下の食料品売場「エスタフードタウン」、1階の「札幌駅バスターミナル」、10階の「エスタグルメタウン」のみが営業を継続した。
後継のテナント探しは難航するとの見方が強かったが、道内初進出となる家電量販店のビックカメラが2001年7月に出店。以降、ユニクロ、ナムコのアミューズメント施設「ナムコ・ワンダーパーク札幌」、ABCマート、ロフト（2010年3割増床）、ニトリの新小型店の全国1号店である「ニトリEXPRESS（エクスプレス）」などが順次出店した。

### 閉館
2016年12月9日、札幌市はJR札幌駅前の市有地に高層ビルの整備を目指す再開発構想を市議会に報告した。市はこの日開催の市議会総務委員会に2030年度に予定されている北海道新幹線の札幌延伸に合わせて、「札幌エスタ」と「札幌駅バスターミナル」を一体的に建て替えること構想を提示、構想では「エスタ」に隣接する札幌駅東口の市有地（中央区北5条西1丁目）に高層ビルを建設するほか、南口広場と創成川周辺を結ぶ歩行者通路を高層ビルなどと一体的に整備し、エスタ解体後の跡地にはバスターミナルをあらためて設置する構想も盛り込んだ。2018年2月15日、JR北海道は北海道新幹線札幌駅のホーム位置に関する「東案その2」のイメージ図とともに、屋上を緑地化し、周囲との調和を図った「エスタ」の建て替えイメージを公表。3月14日、JR北海道の島田修社長（当時）は記者会見で、北海道新幹線札幌駅ホーム位置の決定後、札幌市の駅前再開発計画と連動する形でエスタの建て替えを検討する考えを示した。
これらを受けて、2019年に準備組合が発足し、2023年3月、JR北海道と札幌駅総合開発などグループ3社と札幌市は再開発ビル（中央区北5西1、西2）の建設を進める再開発組合を設立した。地権者5社と朝日生命保険、東宝など7社が参加組合員に名を連ね、再開発ビルは隣のJRタワーと並んでツインタワーを形成する予定で、総事業費は約2500億円。2028年度早期の完成を目指す。高層階には外資系マリオット・インターナショナルが運営するホテルが入る。だが、建設費高騰のため、計画は見直しを余儀なくされ、2025年3月19日、JR北海道は低層商業施設は2030年度、タワー棟は2034年度の完成・開業を目指し、一体での全面開業を断念すると正式に発表した。
この再開発に伴い、エスタは2023年8月31日を以って閉館。入居していたテナントのうち、ビックカメラ、バンダイナムコアミューズメントが運営するアミューズメント施設、ユニクロやGUなどは、東急百貨店が推進する独自の多事業化ビジネスモデル「融合型リテーラー」の一環でリニューアルを行った道路を挟んだ向かいの東急百貨店さっぽろ店に移転した。このほか、エスタで営業していたニトリEXPRESSは丸井今井大通館8階に、ロフトは狸小路に新規開業した複合ビル「モユクサッポロ」3階に、それぞれ移転している。

## フロア構成
| 階  | 売場 |
| --- | --- |
| 11F | プラニスホール（326 m²）・そらのガーデン（冬季間閉園） |
| 10F | 札幌ら～めん共和国・レストラン街 |
| 9F  | アミューズメントゾーン （トーマスステーション札幌、namco札幌エスタ店、キーズカフェ） |
| 8F  | ファッション＆雑貨 （ライトオン、ABC-MARTグランドステージ、GU、ラフィネ、ハニーズ、ブリックハウスシャツ工房、ヴィレッジヴァンガード）                                                                                        |
| 7F  | ファッション＆雑貨 （ニトリEXPRESS、パフューマジック、レシィーニュ、グローバルワーク、コーエン ジェネラルストア、オンリー、レプシィム、ハレノヒ フロム 木糸土、アフラック よくわかる！ほけん案内、ビューティーサロンタナカ） |
| 6F  | ファッション＆雑貨 （ロフト、リシェリエ、カプセルトイ専門店＃C-pla） |
| 5F  | ファッション＆雑貨 （ユニクロ、カナリヤ） |
| 4F  | ビックカメラ札幌店（家電・時計・おもちゃ・ゲーム） |
| 3F  | ビックカメラ札幌店（パソコン・AV家電） |
| 2F  | ビックカメラ札幌店（ビューティー・ドラッグ） クォール薬局 札幌アイ・クリニック |
| 1F  | ビックカメラ札幌店（カメラ・スマートフォン） 札幌駅バスターミナル |
| B1F | エスタ大食品街（28店舗） |
| B2F | キャンドゥ ターミナル歯科 エンブレム札幌エスタ店 |

| 階   | 売場                                                                                             |
| ---- | ------------------------------------------------------------------------------------------------ |
| 屋上 | 屋上階                                                                                           |
| 10F  | エスタ味のテラス                                                                                 |
| 9F   | 大催会場                                                                                         |
| 8F   | リビング・ダイニング・インテリアのフロア                                                         |
| 7F   | キッズ・文具・玩具・カメラのフロア                                                               |
| 6F   | レディスファッション・きもの・時計・宝石・貴金属のフロア                                         |
| 5F   | メンズファッション・スポーツウェア・オーダーサロン・イージーオーダーサロン・メガネサロンのフロア |
| 4F   | レディスファッションのフロア                                                                     |
| 3F   | レディスファッションのフロア                                                                     |
| 2F   | ハンドバッグ・婦人くつのフロア                                                                   |
| 1F   | コスメティック・アクセサリー・婦人用品のフロア ネクタイ・紳士用品のフロア                        |
| B1F  | 大食品街                                                                                         |
| B2F  | 新鮮市場                                                                                         |

## 年表
- 1971年（昭和46年）9月 - 道内財界と国鉄の会談を経て「札幌交通センター設立協議会」が発足、国鉄バス札幌営業所用地でのビル建設検討を本格化させる[6]。
- 1973年（昭和48年）1月 - キーテナントとしてそごうの入居を決定[6]。
- 1975年（昭和50年）4月3日 - 札幌ターミナルビル株式会社設立、資本金10億円[6]。
- 1976年（昭和51年）
  - 4月16日 - 地下街・バスターミナルを含むターミナルビル都市計画案を建設大臣・運輸大臣・国鉄総裁が承認[6]。
  - 7月29日 - 商業活動調整委員会にて売場面積を百貨店面積28,000平米・地元テナント6,000平米で結審[6]。
  - 8月2日 - 起工式[6]。
- 1977年（昭和52年）
  - 2月 - さっぽろ東急百貨店・五番館と接続する北5西3交差点公共地下歩道の建設協定を締結[6]。
  - 10月4日 - 上棟式開催[6]。
- 1978年（昭和53年）
  - 7月1日 -　1階バスターミナル一部供用開始[6]。
  - 7月7日 - ビル愛称を「エスタ」に決定[6]。
  - 8月20日 - そごうと賃貸契約締結[6]。
  - 8月28日 - 竣工式開催[6]。
  - 9月1日 - 「札幌駅前国鉄バスターミナル」[新聞 8]の跡地に、「札幌ターミナルビル」（札幌駅バスターミナル）として開業[新聞 9]。地下1階と地上1階〜9階に「札幌そごう」開店[1][29][30][新聞 10]。この他飲食店21店を含む63店が出店[6]。
  - 9月18日 - 1階バスターミナルに札幌市交通局・じょうてつバス・北海道中央バスが乗り入れ開始[6]。
  - 12月 - 地下街札幌駅ステーションデパートと接続する地下歩道の建設が受諾される[6]。
- 1989年（平成元年） - 屋上に「プラニスホール」開業[31]。
- 1991年（平成3年）4月24日 - 「札幌エスタ」と「パセオ」の間を結ぶ東地下連絡通路が開通[新聞 11]。
- 2000年（平成12年）12月25日 - 「札幌そごう」閉店[30][新聞 12][新聞 13]（食品売り場は同年12月31日まで営業[新聞 14]）。
- 2001年（平成13年）7月26日 - 地上1階〜6階に「ビックカメラ札幌店」開店[新聞 15][新聞 16]。
- 2002年（平成14年） - 地下1階・地下2階の「エスタフードタウン」を地下1階に集約し、「エスタ大食品街」としてリニューアルオープン。
- 2003年（平成15年）3月6日 - 「JRタワー」開業[新聞 17]。「札幌ステラプレイス」への連絡通路供用開始。
- 2004年（平成16年）10月1日 - 地上10階の「エスタグルメタウン」をリニューアルし、「札幌ら〜めん共和国」開業[新聞 18][32]。
- 2005年（平成17年）10月1日 - 札幌ターミナルビルが、「札幌ステラプレイス」を運営する札幌駅南口開発、「アピア」を運営する札幌駅地下街開発、「パセオ」を運営する札幌ステーション開発と合併し、「札幌駅総合開発」と商号変更[33]。「JRタワースクエア」の一部になる。
- 2007年（平成19年） - 屋外広告を一新[新聞 19]。
- 2010年（平成22年）3月5日 - 「札幌西武」閉店に伴い、6階に「札幌ロフト」が移転。
- 2011年（平成23年）9月23日 - 屋上に「そらのガーデン」オープン[新聞 20]。
- 2015年（平成27年）
  - 3月27日 - 5階の「ユニクロ 札幌エスタ店」がリニューアルオープン[新聞 21]。
  - 6月26日 - 8階に「GU 札幌エスタ店」開店[新聞 22]。
- 2016年（平成28年）9月23日 - 地下1階の「エスタ大食品街」がリニューアルオープン[34]。
- 2017年（平成29年）3月31日 - 7階にニトリによる新業態の小型店「ニトリEXPRESS 札幌エスタ店」開店[新聞 23]。
- 2018年（平成30年）6月29日 - 地下3階にある非常用発電機の排気塔から爆発音がし、発がん性のあるアスベスト(アモサイト)が飛散。2階デッキのエスタビアガーデンと屋上そらのガーデンは同年7月8日まで立ち入り禁止に[35]。
- 2022年（令和4年）1月28日 - 地下1階の「六花亭札幌エスタ店」の従業員1名が新型コロナウイルスに感染していたことが判明した為、当日の六花亭の営業を13時（午後1時）で打ち切った[36]。

- 2023年（令和5年）8月31日
  - （仮称）札幌駅交流拠点北5西1・西2地区市街地再開発事業に伴い閉店[新聞 7]。閉店100日前となる同年5月24日より「最後までエキ・サイト エスタ」のキャッチコピーでクロージング企画を実施。地下1階には45年の歩みを綴ったカウントダウンボードが展示された[37]。そして迎えた最終日の夜にはショップスタッフと関係者によるライトダウンセレモニーが2階ベストリアンデッキで行われ、サプライズ出演した歌手のMs.OOJA[38]と共に「見上げてごらん夜の星を」を合唱し45年の歴史の灯りを消した[11]。
  - 同年秋から建物が解体される予定[2]であったが、2024年2月に建設資材価格や人件費の高騰を背景に解体・着工を2024年度以降に延期することが明らかとなった[新聞 24]。
- 2030年（令和12年）年度 - 新たな商業施設を開業予定[2]。当初は2029年（令和11年）予定となっていたが、2024年2月に開業予定が2年程度遅れ、2030年度の見通しが明らかとなった[新聞 24]。

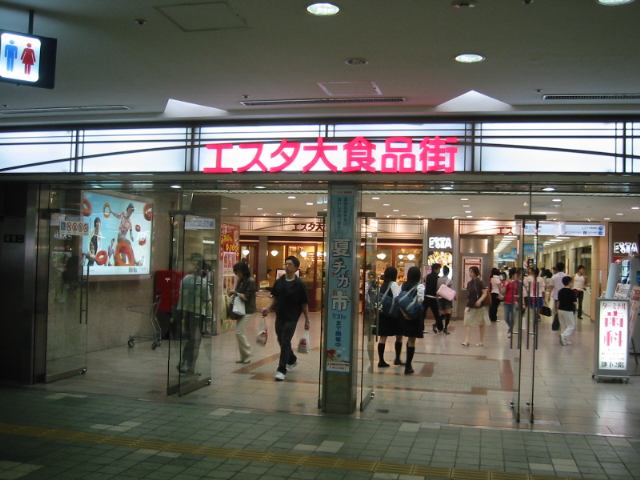
地下1階 エスタ大食品街（2007年7月）
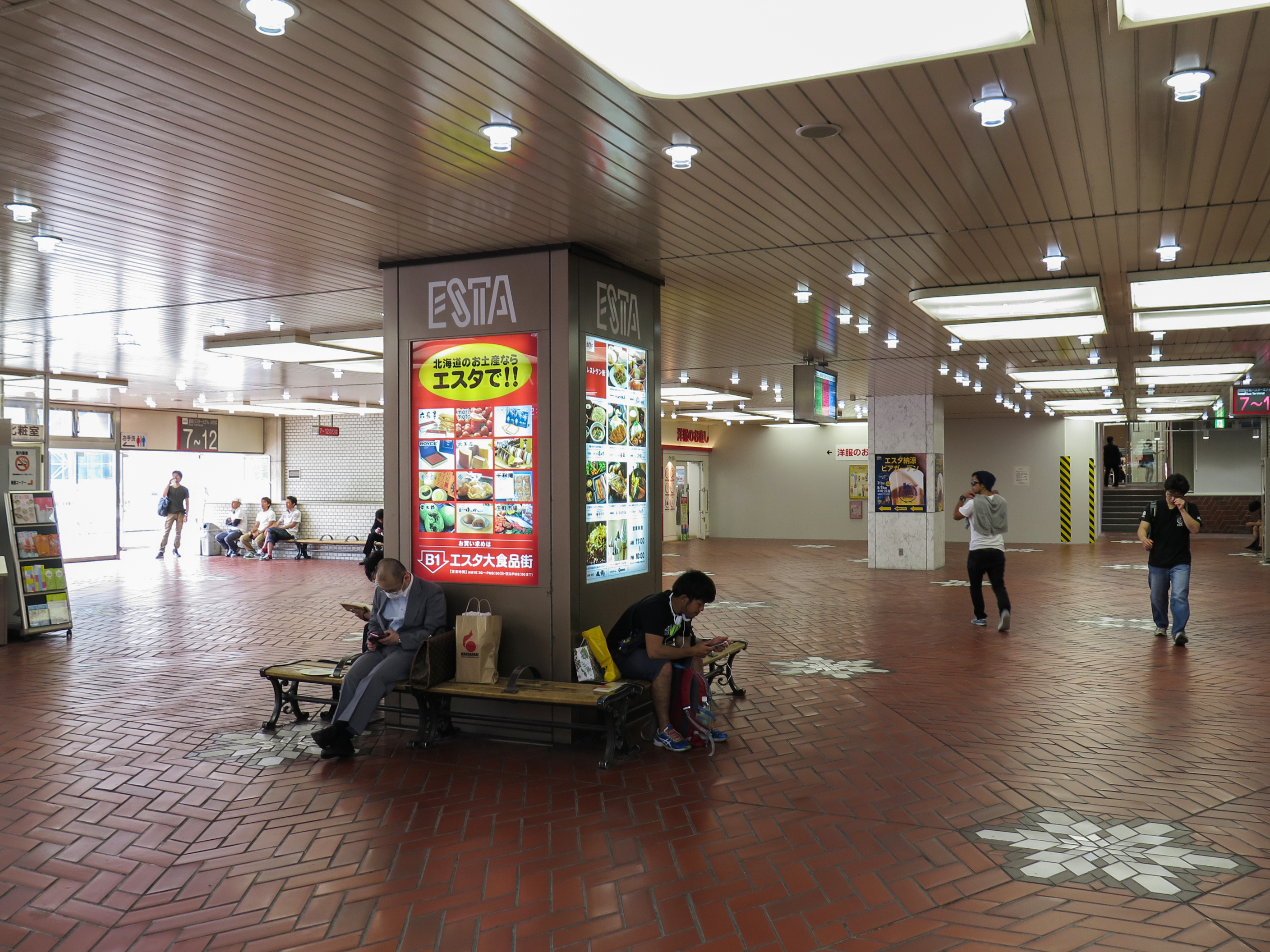
2階入口（2014年7月）
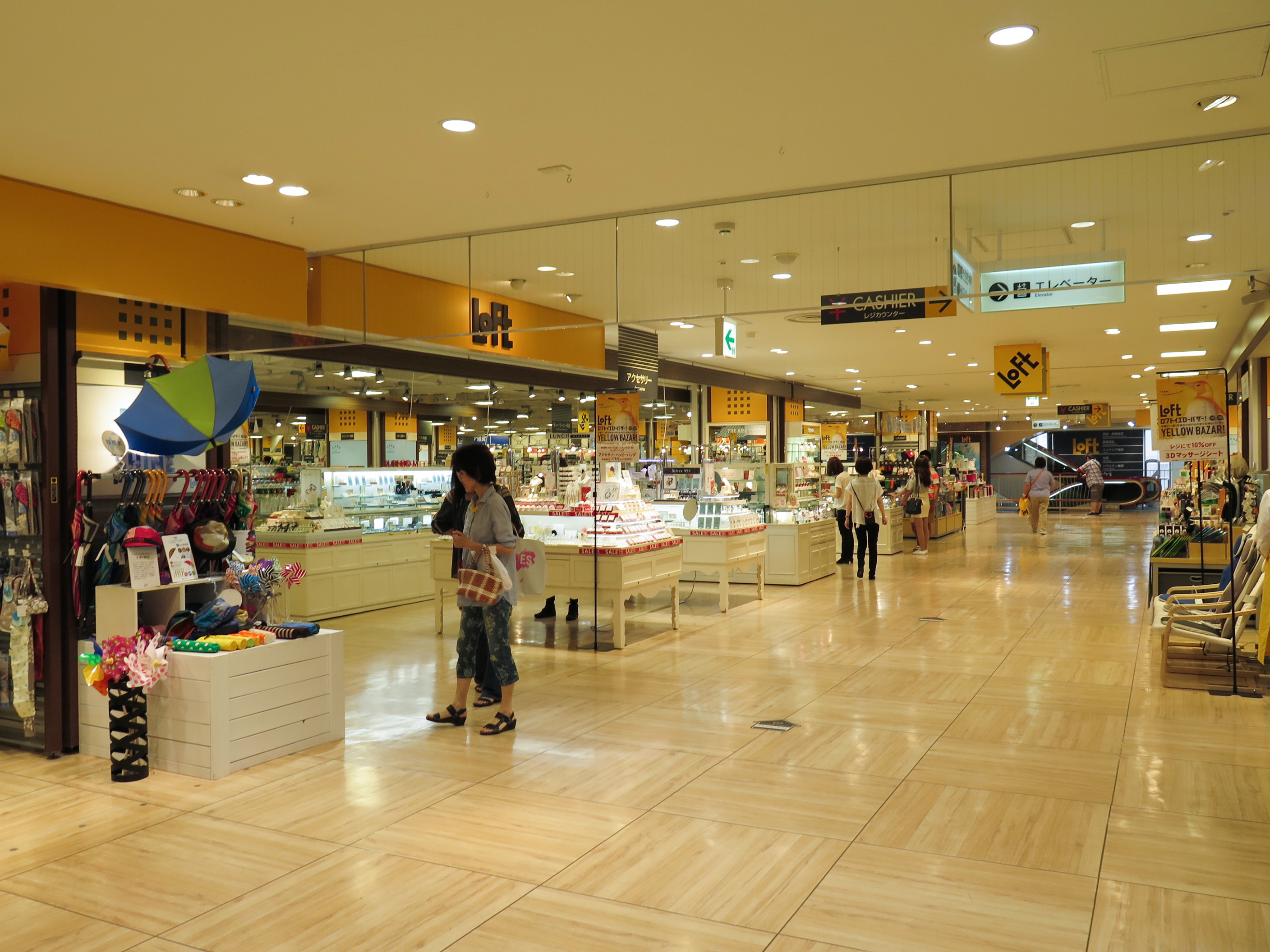
6階 ロフト（2014年7月）
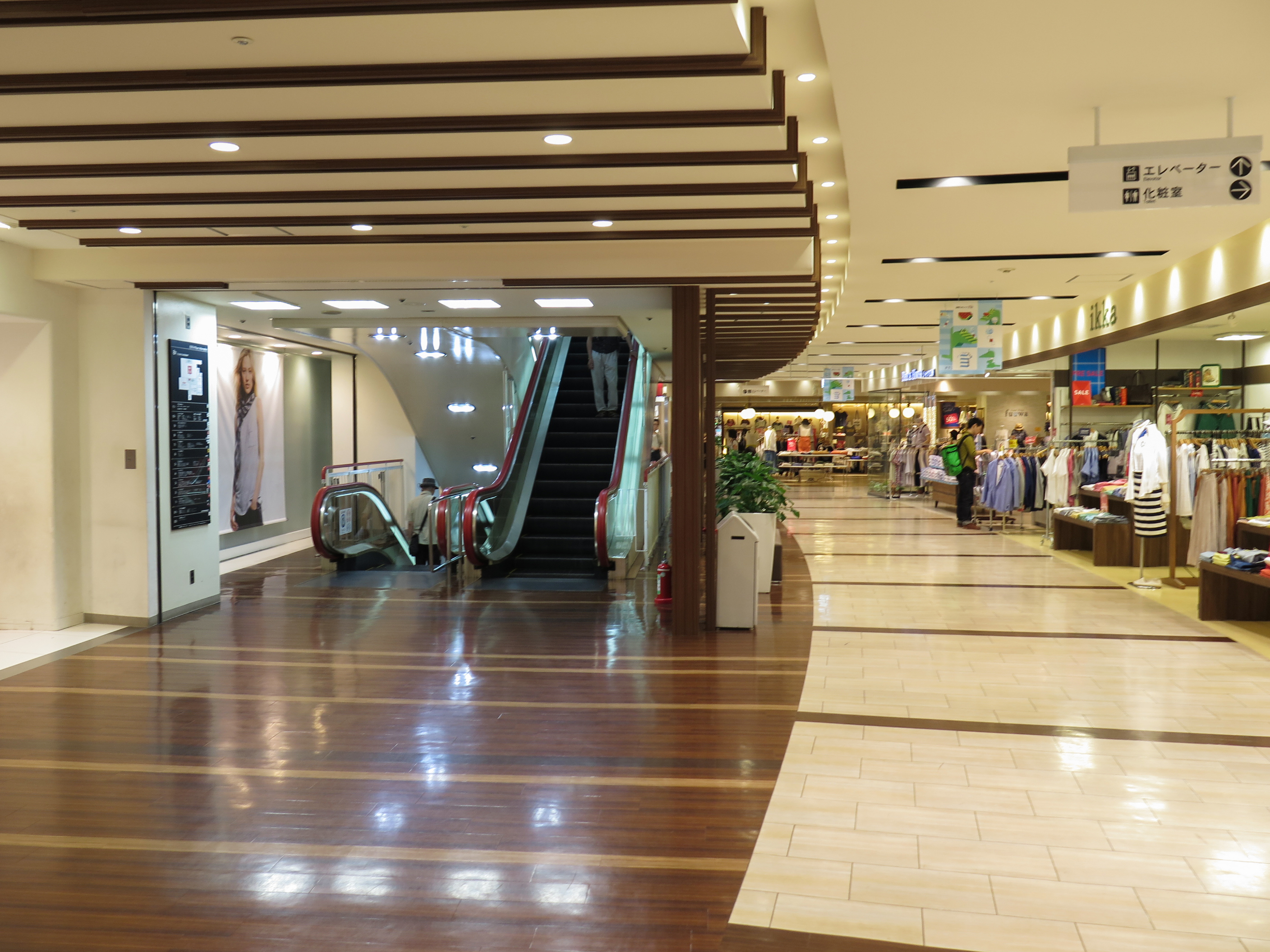
8階（2014年7月）
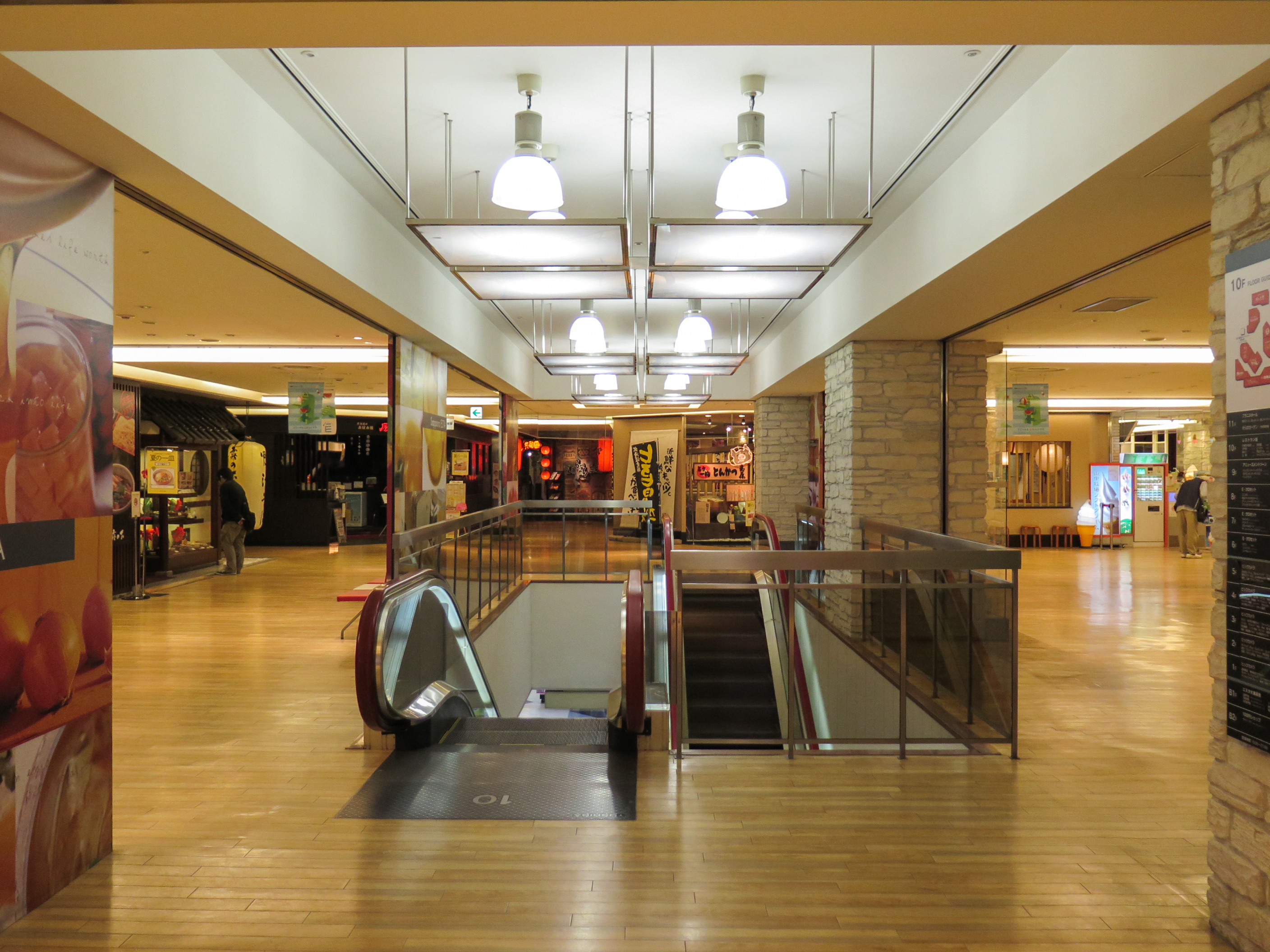
10階レストラン街（2014年7月）

### 新聞記事
1. ↑  佐藤一絵 (2000年10月27日). “札幌そごう閉店*経営のウミ 出せずに*借金、年商の1.3倍*売り場も時代遅れ” (日本語). 北海道新聞. フォト北海道（道新写真データベース） (北海道新聞社):  p. 10 2018年4月15日閲覧。
2. ↑  「そごう倒産 民事再生法適用を申請 負債総額1兆8700億円」『朝日新聞』朝日新聞社、2000年7月13日、1面。
3. ↑  藤渕志保 (2016年12月9日). “JR札幌駅 東口に高層ビル 再開発構想案を公表” (日本語). 毎日新聞. 毎日新聞 (毎日新聞社).  オリジナルの2018年4月13日時点におけるアーカイブ。 2018年4月13日閲覧。
4. ↑  “札幌駅東側に高層ビル 市が構想 新幹線見据え再開発” (日本語). 北海道新聞. どうしんウェブ／電子版（経済） (北海道新聞社). (2016年12月9日).  オリジナルの2016年12月9日時点におけるアーカイブ。 2016年12月9日閲覧。
5. ↑  “道新幹線札幌駅ホーム「東案その2」イメージをJR公表” (日本語). 北海道建設新聞. e-kensin (北海道建設新聞社). (2018年2月16日).  オリジナルの2018年4月13日時点におけるアーカイブ。 2018年4月13日閲覧。
6. ↑  “札幌エスタ建て替え検討 JR社長 市の再開発と連動” (日本語). 北海道新聞. どうしん電子版（北海道新聞） (北海道新聞社). (2018年3月14日).  オリジナルの2018年4月13日時点におけるアーカイブ。 2018年4月13日閲覧。
7. 1 2  “札幌駅エスタ8月末閉館　バスターミナルは9月30日で 周辺に仮バス停 東豊線との通路は順次閉鎖”.   北海道新聞. 2023年3月15日閲覧。
8. ↑  “国鉄バスターミナル” (日本語). 北海道新聞. フォト北海道（道新写真データベース） (北海道新聞社). (1976年1月21日) 2017年9月3日閲覧。
9. ↑  “札幌ターミナルビル 華やかに竣工祝う” (日本語). 北海道新聞. フォト北海道（道新写真データベース） (北海道新聞社). (1978年8月29日) 2017年9月1日閲覧。
10. ↑  “デパート商戦の“目”「札幌そごう」が開店 未明から延々8万人 人の渦” (日本語). 北海道新聞. フォト北海道（道新写真データベース） (北海道新聞社). (1978年9月1日) 2017年9月3日閲覧。
11. ↑  “地下連絡路が開通－札幌駅、パセオとエスタ” (日本語). 北海道新聞. フォト北海道（道新写真データベース） (北海道新聞社). (1991年4月24日) 2018年4月15日閲覧。
12. ↑  “札幌そごう閉店*再就職の不安抱え 従業員深々と一礼*セール売上高58億円*食料品売り場は継続へ” (日本語). 北海道新聞. フォト北海道（道新写真データベース） (北海道新聞社). (2000年12月26日) 2017年8月31日閲覧。
13. ↑  “そごう8店舗が閉店 いずれも引き受け手ないまま”“サヨナラそごう 小倉・黒崎店 涙のラストデー”. 朝日新聞 (朝日新聞社). (2000年12月26日)
14. ↑  “「お客さまに心から感謝」*札幌そごう完全閉店” (日本語). 北海道新聞. フォト北海道（道新写真データベース） (北海道新聞社). (2001年1月1日) 2018年4月16日閲覧。
15. ↑  “旧札幌そごう跡 ビックカメラ26日開業控え*再出発誓い復活の輝き” (日本語). 北海道新聞. フォト北海道（道新写真データベース） (北海道新聞社). (2001年7月19日) 2018年4月16日閲覧。
16. ↑  “国内最大級*ビックカメラ札幌店あす開業*家電競合各店 前哨戦に火花*年間売上高 200億円見通し*駅前百貨店 客足回帰に期待” (日本語). 北海道新聞. フォト北海道（道新写真データベース） (北海道新聞社). (2001年7月25日) 2017年9月3日閲覧。
17. ↑  “札幌 JRタワーきょう「開業」*プレオープンで大混雑*全道から買い物客*行列 店舗ぐるり／飲食街 1時間待ち” (日本語). 北海道新聞. フォト北海道（道新写真データベース） (北海道新聞社). (2003年3月6日) 2017年9月1日閲覧。
18. ↑  “全道自慢の味 一堂に*札幌らーめん共和国開店” (日本語). 北海道新聞. フォト北海道（道新写真データベース） (北海道新聞社). (2004年10月1日) 2017年9月3日閲覧。
19. ↑  “札幌駅南口商業ビル 全面改装*広告 景観に配慮します*文字の色、大きさ統一*規制地域の拡大に弾み” (日本語). 北海道新聞. フォト北海道（道新写真データベース） (北海道新聞社). (2007年7月4日) 2017年9月3日閲覧。
20. ↑  “札幌*エスタ屋上に草原*「そらのガーデン」*23日オープン” (日本語). 北海道新聞. フォト北海道（道新写真データベース） (北海道新聞社). (2011年9月21日) 2017年9月3日閲覧。
21. ↑  “ユニクロ 広々ワンフロア*札幌エスタ店 きょう改装オープン*初の子供専用試着室、免税レジも” (日本語). 北海道新聞. フォト北海道（道新写真データベース） (北海道新聞社). (2015年3月27日) 2017年9月3日閲覧。
22. ↑  “「ジーユー札幌エスタ店」6月26日（金）オープン 都市型ショッピングセンター出店で注目”. 北海道リアルエコノミー (2015年6月12日). 2017年9月3日閲覧。
23. ↑  “【動画】「ニトリEXPRESS」札幌エスタ店31日オープン ホームファッションの小型店業態”. 北海道リアルエコノミー (2017年3月31日). 2017年9月3日閲覧。
24. 1 2  新田哲史「札幌駅前再開発ビル、工事費高騰で開業2年遅れの可能性、着工も延期」『朝日新聞デジタル』朝日新聞社、2024年2月15日。2024年2月23日閲覧。